# Eje transversal PE-18 (Perú)
El Eje transversal PE-18 es uno de los veinte eje que forma parte de la red transversal de Red Vial Nacional del Perú. Está conformado por las rutas nacionales PE-18, PE-18 A, PE-18 B, PE-18 C y PE-18 D. Recorre los departamentos de Lima, Pasco, Huánuco y Ucayali.

## Rutas
- PE-18: Ovalo Río Seco-Ambo
- PE-18 A: Ovalo Cayhuana-Puente Pumahuasi
- PE-18 B: Puente Rancho-Desvío Codo del Pozuzo
- PE-18 C: Von Humboldt-Frontera con Brasil
- PE-18 D: San Rafael-Pozuzo